# Американцы, объединённые за отделение церкви от государства
«Американцы, объединённые за отделение церкви от государства» (англ. Americans United for Separation of Church and State) (сокращённо Americans United или AU) — это некоммерческая организация США, подпадающая под действие параграфа 501 (c) (3), которая выступает за отделение церкви от государства. Отделение церкви от государства в Соединённых Штатах Америки часто считается предусмотренным Первой поправкой к Конституции Соединённых Штатов, в которой говорится, что «Конгресс не должен принимать никаких законов, касающихся установления религии или запрещающих свободное исповедание религии…»
Ассошиэйтед Пресс называло организацию «либеральной», а Fox News — группой «либеральных активистов».

## Организация
AU официально заявляет о себе как о несектантской и беспартийной организации. Согласно «Справочнику по религии и образованию в США», «в него входят представители широкого религиозного и нерелигиозного спектра, включая христиан, евреев, мусульман, буддистов, индуистов и атеистов». Её национальная штаб-квартира находится в Вашингтоне, округ Колумбия. Её бывший исполнительный директор Барри В. Линн является рукоположённым священником Объединённой церкви Христа, а также адвокатом, занимающимся вопросами гражданских свобод.

## История
Организация «Американцы, объединённые за отделение церкви от государства» была основана коалицией религиозных, образовательных и гражданских лидеров 11 января 1948 года и называлась «Протестанты и другие американцы, объединившиеся для отделения церкви и государства» (англ. Protestants and Other Americans United for Separation of Church and State, POAU). Это было сделано в ответ на предложения, поступившие на рассмотрение Конгресса США, о расширении государственной помощи частным религиозным школам, особенно католическим приходским школам, которые в то время были и продолжают оставаться крупнейшей системой частных школ в Соединённых Штатах. Основатели организации считали, что государственная поддержка религиозного образования нарушит отделение церкви от государства и заставит налогоплательщиков субсидировать религиозное образование. Было принято решение создать национальную организацию для продвижения и защиты этой точки зрения. Организация успешно протестовала против назначения посла США в Ватикане. Она также осудила католическую церковь за презрение к демократии в США и во всём мире.
Официально учреждённая 29 января 1948 года, организация стремилась влиять на политических лидеров и начала публиковать журнал Church & State в 1952 году, а также другие материалы в поддержку отделения церкви от государства и для просвещения широкой общественности.
Первоначальными членами-основателями организации стали Чарльз Клейтон Моррисон, Гленн Л. Арчер, Эдвин Макнил Поут, Дж. Бромли Окснам и Джозеф Мартин Доусон.

## Деятельность
Организация «Американцы, объединённые за отделение церкви от государства» стала одной из трёх национальных организаций, выступивших против преподавания Разумного замысла в государственных школах Довера, штат Пенсильвания. В декабре 2005 г. федеральный судья вынес решение по делу «Китцмиллер против Дувра», что директива по преподаванию «разумного замысла» в рамках естествоведческих предметов как альтернативы к теории эволюции противоречит Первой поправке к Конституции США.
Организация поддерживает право геев и лесбиянок на вступление в брак и выступает против законов, которые позволяют государственным чиновникам, например, окружным служащим, ссылаться на свободу вероисповедания при отказе в выдаче таких разрешений на брак. AU начал проект «Защити своего соседа», чтобы противостоять такому законодательству и защитить свободу совести.
Americans United представляла жителей Грис, штат Нью-Йорк, которые выступали против практики этого города открывать заседания совета в основном христианскими молитвами. Организация проиграла дело «Грис против Галлоуэя», когда Верховный суд США постановил, что законодательные молитвы не нарушают положения Первой поправки. После того, как решение было принято, AU начала кампанию «Включение» за то, чтобы молитвы были «инклюзивными».
Организация Americans United работает над соблюдением федерального закона, который запрещает некоммерческим группам, включая молельные дома, вмешиваться в партийную политику. В 1992 году группа сообщила Налоговой службе США о церкви в Пирс-Крик в Нью-Йорке после того, как церковь разместила в газетах объявления, призывающие людей не голосовать за Билла Клинтона. Налоговая служба впоследствии лишила церковь налоговой льготы (отозвала своё письмо с указанием действия параграфа 501 (c) (3)). Суд отметил, что после того, как церковь подала иск в федеральный суд, чтобы вернуть письмо с определением, «из-за уникального обращения с церквями в соответствии с Налоговым кодексом, последствия отзыва, вероятно, будут скорее символическими, чем существенными … Взносы будут по-прежнему подлежать вычету из налогооблагаемой базы до тех пор, пока доноры смогут доказать, что церковь соответствует требованиям параграфа 501 (c) (3)». Церквям не требуется письмо с указанием освобождения от налогов, чтобы получить все льготы статуса освобождённого от налогов.
В мае 2013 года Americans United выпустила пародийные видео с Джейн Линч и Джорданом Пилом в главных ролях под названиями «Церковь» и «Государство» соответственно.

## Восприятие религиозной общиной
В первые годы своего существования основным направлением деятельности Americans United было противодействие политической деятельности Католической церкви, и поэтому критики считали её протестантской антикатолической организацией. Исполнительный директор AU в течение 25 лет Барри В. Линн является критиком религиозного фундаментализма правых христиан. и назвал себя членом левых христиан.
Профессор Даниэль Драйсбах объясняет это так:

В середине 20-го века риторика отделения была возрождена и в конечном итоге конституционализирована антикатолическими элитами, такими как … протестанты и другие американцы, объединившиеся за отделение церкви от государства … которые опасались влияния и богатства Католической церкви и воспринимали приходское образование как угрозу государственным школам и демократическим ценностям.

Апостольские светские католики из Church Militant классифицируют Americans United как «группу ненависти» на основании утверждения, что AU продвигает «политику ненависти, основанную на неправильной интерпретации отношений между церковью и государством».